# Karatschai-Tscherkessische Volksversammlung
Die Karatschai-Tscherkessische Volksversammlung (russisch Народное Собрание Карачаево-Черкесской Республики) ist die Legislative in der Republik Karatschai-Tscherkessien, welche ein Föderationssubjekt der Russischen Föderation im Föderationskreis Nordkaukasus ist. Der Vorsitzende ist seit dem 24. September 2014 Alexander Igorewitsch Iwanow von der Partei Einiges Russland.

## Zusammensetzung
Das Parlament besteht aus 50 Abgeordneten, die alle fünf Jahre durch Verhältniswahl von der wahlberechtigten Bevölkerung Karatschai-Tscherkessiens gewählt werden. Um in die Volksversammlung einzuziehen, muss eine Wahlliste eine Fünf-Prozent-Hürde überwinden. Bei der letzten Wahl 2016 gelang das den Wahllisten der Parteien Einiges Russland, der Kommunistischen Partei der Russischen Föderation, Gerechtes Russland, Patrioten Russlands und der Liberal-Demokratischen Partei Russlands.

## Vertretung im Föderationsrat
Der Vertreter der Legislative Karatschai-Tscherkessiens im Föderationsrat der Russischen Föderation, dem Oberhaus im russischen Parlament, ist Achmat Ansorowitsch Salpagarow. Vertreter der Exekutive ist Rauf Raulewitsch Araschukow.